# Дулезон
Дулезон (фр. Doulezon) насеље је и општина у југозападној Француској у региону Аквитанија, у департману Жиронда која припада префектури Либурн.
По подацима из 2011. године у општини је живело 263 становника, а густина насељености је износила 35,73 становника/km². Општина се простире на површини од 7,36 km². Налази се на средњој надморској висини од 89 метара (максималној 112 m, а минималној 26 m).

## Демографија
| 1962. | 1968. | 1975. | 1982. | 1990. | 1999. | 2011. |
| ----- | ----- | ----- | ----- | ----- | ----- | ----- |
| 314   | 327   | 225   | 183   | 212   | 230   | 263   |

График промене броја становника у току последњих година